# یل‌آباد (قزوین)
یل‌آباد (قزوین)، روستایی از توابع بخش کوهین شهرستان قزوین در استان قزوین ایران است.

## جمعیت
این روستا در دهستان ایلات قاقازان غربی قرار دارد و براساس سرشماری مرکز آمار ایران در سال ۱۳۸۵، جمعیت آن ۴۳۷ نفر (۹۹خانوار) بوده‌است. زبان اهالی روستا ترکی آذربایجانی است.فامیل های ساکن در روستای یل آباد عبارتند از : سلطانی – خدابنده – خمسه ای – یل آبادی – محمدی – افرازه – ترکمنی و رحمانی.

## جاهای دیدنی
- زاغه‌های تاریخی روستا
- قلعه تاریخی
- بنای امام زاده موسی ابن عباس ابن علی (ع)
- چشمه علی بولاغی